# Eygues
Eygues (tudi Aigues, Aigue, Aygues) je 114 km dolga reka v jugovzhodni Franciji, levi pritok reke Rone. Izvira v masivu južnih Francoskih Predalp (ozemlje Les Baronnies, občina Chauvac-Laux-Montaux). V Rono se izliva pri kraju Caderousse, severno od Avignona.

### Departmaji in kraji
Reka Eygues teče skozi naslednje departmaje in kraje:
- Drôme: Rémuzat, Nyons,
- Hautes-Alpes
- Vaucluse: Orange.